# McKinney (Teksas)
McKinney je grad u američkoj saveznoj državi Teksas. Prema popisu stanovništva iz 2010. u njemu je živjelo 131.117 stanovnika.